# يوجين أرمبراستر
يوجين أرمبراستر (بالإنجليزية: Eugene Armbruster)‏ هو مصور أمريكي، ولد في 1865، وتوفي في 1943.